# Воеводский, Николай Аркадьевич
Николай Аркадьевич Воеводский (1859—1937) — российский государственный деятель и правовед;  егермейстер Императорского двора (1898), статс-секретарь Его Императорского Величества (1913). Член Государственного совета Российской империи (1912).

## Биография
Из дворянского рода Воеводских. Родился в семье адмирала А. В. Воеводского (1813—1879) и Анны Петровны урождённой Макеевой (1829—1876); братья: адмирал и Военно-морской министр С. А. Воеводский (1859—1937) и генерал-лейтенант П. А. Воеводский (1861—1941);прабабка: Анна Степановна урождённая Нахимова — старшая сестра адмирала П. С. Нахимова; братья отца: адмирал С. В. Воеводский (1805—1884) и вице-адмирал П. В. Воеводский (1816—1885).
В службе и классном чине с 1875 года после окончания Императорского училища правоведения. В 1891 году произведён в действительные статские советники, помощник статс-секретаря Отделения законов Государственной канцелярии.С 1894 года помощник начальника Канцелярии Императорской главной квартиры.  С 1896 года старший консультант и член Консультации при Министерстве юстиции. В 1898 году произведён в егермейстеры, управляющий делами Собственной Его Императорского Величества канцелярии по учреждениям императрицы Марии.
С 1903 года  товарищ главноуправляющего Собственной Его Императорского Величества канцелярии А. С. Танеева, член Комитета о наградах и о службе чинов гражданского ведомства и с 1911 года член Комитета призрения заслуженных гражданских чиновников.
С 1912 года член Государственного совета по высочайшему назначению на заседании не присутствующий. С 1913 года назначен статс-секретарём Его Императорского Величества и с 1915 года членом Совета Императорского человеколюбивого общества. Был награждён всеми орденами вплоть до ордена  Святого Александра Невского с бриллиантовыми знаками  пожалованными ему 29 марта 1909 года.